# Knut Kjellberg

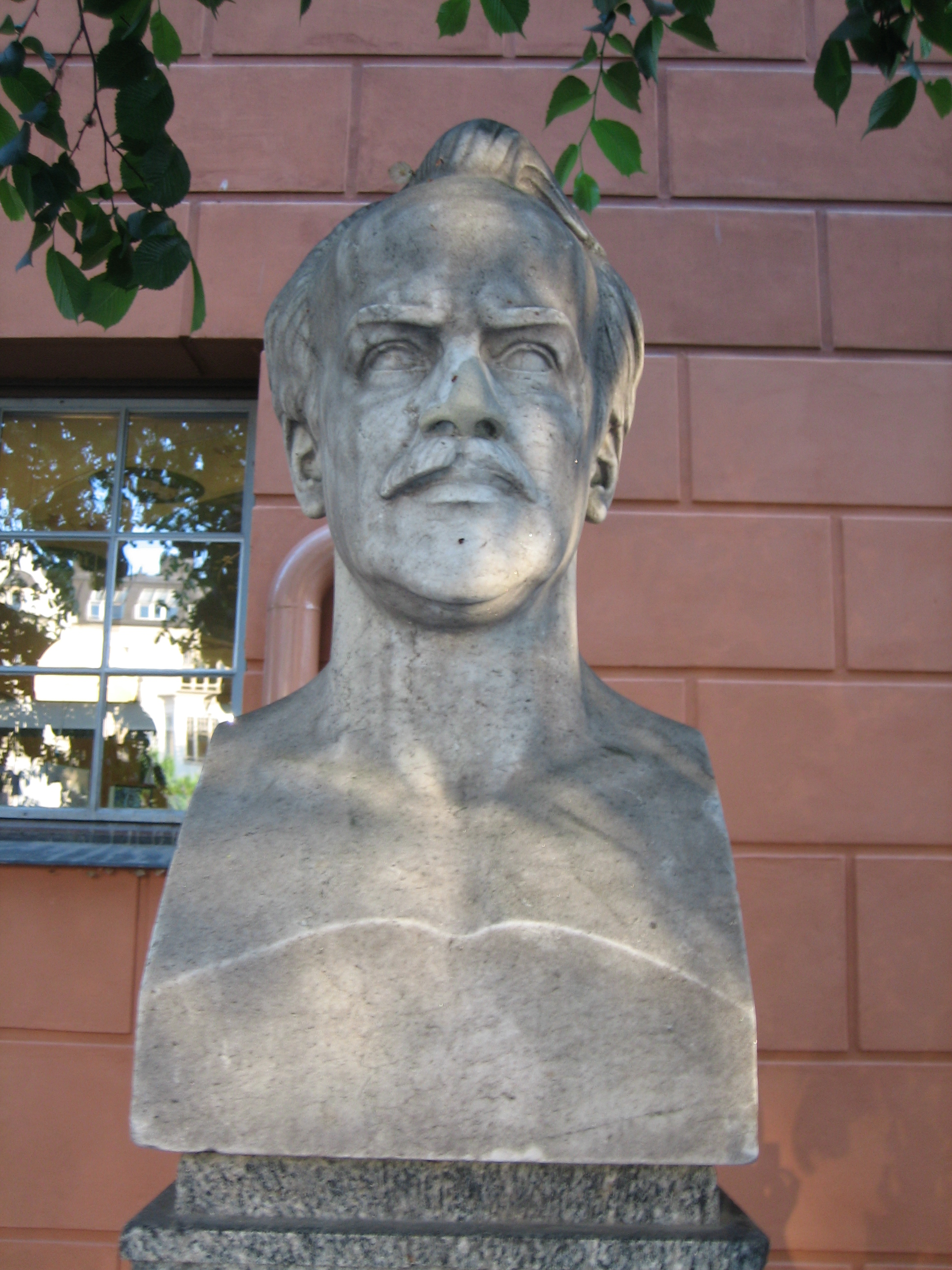
Byst utanför Stockholms stadsbibliotek föreställande Knut Kjellberg. Gjord av Olof Ahlberg.

Knut Erik Ossian Kjellberg (i riksdagen kallad Kjellberg i Stockholm), född 9 april 1867 i Christine församling i Göteborg, död 25 mars 1921 i Åre, var en svensk läkare, nykterhetsman och liberal riksdagspolitiker.

## Biografi
Kjellberg avlade mogenhetsexamen vid Göteborgs realgymnasium 1886 och studerade därefter medicin vid Uppsala universitet, där han blev medicine kandidat 1894. Han blev 1898 medicine licentiat vid Karolinska institutet i Stockholm och medicine doktor i Uppsala 1901 och samma år amanuens i Medicinalstyrelsen. Kjellberg kallades 1908 till ledamot av medicinalstyrelse- och fältläkarkommittéerna samt utgav från 1903 "Allmänna svenska läkaretidningen" (sedan 1907 tillsammans med Hjalmar Forssner). År 1911 utnämndes han till professor i anatomi vid Konstakademien. Han författade bland annat Bidrag till käkledens utvecklingshistoria (1901).
Kjellberg började tidigt delta i folkbildningsarbetet och valdes 1903 valts till ordförande i Folkbildningsförbundet. År 1910 blev han verkställande ledamot i dess styrelse och togs livligt i anspråk vid kommittéarbetet rörande olika folkbildningsgrenar, omorganisationen av medicinalväsendet med flera frågor. År 1908 efterträdde han Anton Nyström som föreståndare för Stockholms arbetareinstitut och var en av landets mest uppskattade föreläsare. Ett urval av hans föredrag utgavs 1922 under titeln Själskultur. År 1913 valdes han till sekreterare i Sällskapet Idun och 1914 till ordförande i nykterhetsundervisningskommittén. 
Han var riksdagsledamot för Liberala samlingspartiet i andra kammaren åren 1906-1911 (för Stockholms stads valkrets) samt 1918-1920 (för Stockholms stads första valkrets). I riksdagen var han bland annat ordförande i andra kammarens tillfälliga utskott 1910. Han lämnade in riksdagsmotioner om bland annat nykterhetsfrågor samt ökad religionsfrihet, till exempel genom införande av borgerlig begravning samt konfessionslös undervisning i religionshistoria.
Kjellberg var ordförande i Medicinska Föreningen i Stockholm 1895-98 samt en av initiativtagarna till de allmänna svenska folkbildningsmötena i Stockholm 1904-07 och 1910 och i Göteborg 1912. Han var från 1908 sekreterare i kommittén för sommarkurser i Stockholm, stadsfullmäktig i Stockholm 1905-09 samt ledamot av Överstyrelsen för Folkskolorna 1906-11. Kjellberg var ledamot av kommittéerna för Fältläkarkårens och Medicinalstyrelsens omorganisation 1908, ordförande i kommittén för de statsunderstödda föreläsningsrörelsernas omläggning 1911, ledamot av kommittéerna för marinläkarekårens omorganisation och folkbiblioteksväsendets ordnande, ordförande i kommittén för nykterhetsundervisningen 1914 och i Centralförbundet för socialt arbete 1915, sekreterare i Sällskapet Idun 1913 samt Styrande Mästare i Samfundet SHT.
År 1931 uppställdes hans byst, utförd av Olof Ahlberg, utanför Stockholms Stadsbibliotek.

## Familj
Knut Kjellberg var son till grosshandlaren och politikern Carl Kjellberg och Ingeborg Kjellberg, född Arnoldsson (1829-1885). Han gifte sig 29 augusti 1892 i Uppsala med Helga Henrietta Charlotta von Bahr (1870-1960), dotter till possessionaten Adolf Gustaf Erland Johan von Bahr (1839-1875) och friherrinnan Hedvig Ulrika Fleming af Liebeliz (1843-1933). Barn: Ingeborg (1894-1974); Gunnar (1896-1982); Georg (1899-1991); Ernst (1900-1980) samt Bertil (1902-1984).